# Jackson Mississippian
Le Jackson Mississippian était le principal journal de l’État du Mississippi dans la première moitié du XIXe siècle.

## Histoire
Le journal a eu pour éditeur George R. Fall, un journaliste du Mississippi, d'origine anglaise et proche des démocrates, qui a racheté le journal, avec son frère James, à Henry S. Foote et Volney E. Howard, les précédents éditeurs, et déplacé son siège de Clinton à Jackson.
Né dans le Maine, Volney E. Howard représentait le comté de Scott à la chambre des représentants du Mississippi en 1836. À l'été 1836, dans une série d'une douzaine d'éditoriaux, du 24 juin au 2 septembre il devient célèbre par une critique au vitriol contre le système bancaire de l'Etat, et met en garde contre une trop grande confiance dans les banques. Selon lui, la malfaisance et la corruption se sont selon lui tellement infiltrés que le Mississippi en sortira forcément ruiné, à moins d'une réforme. Les évènements qui suivent vont lui donner raison, car débute dans les mois qui suivent la Panique de 1837, dont le Mississippi est à la fois le centre et l'origine.
Dirigé ensuite par un jeune journaliste, Ethelsbert Barksdale (1824 – 1893), le "JM" était considéré comme le journal officiel de l'État du Mississippi, mais son éditeur a refusé tout transfert de Jackson à Montgomery, pour conserver son indépendance et ne pas apparaître comme un organe officiel de l'administration du Mississippi. Son éditeur devient ensuite un représentant au congrès de l'État puis de la confédération.
Le journal se révélera aussi un soutien efficace de Jefferson Davis, sénateur du Sud, dont la plantation du Mississippi dépendait de l'esclavage mais qui s'opposa à la sécession avant de devenir l'unique président des États confédérés durant la guerre de Sécession.